# Maar (waternaam)

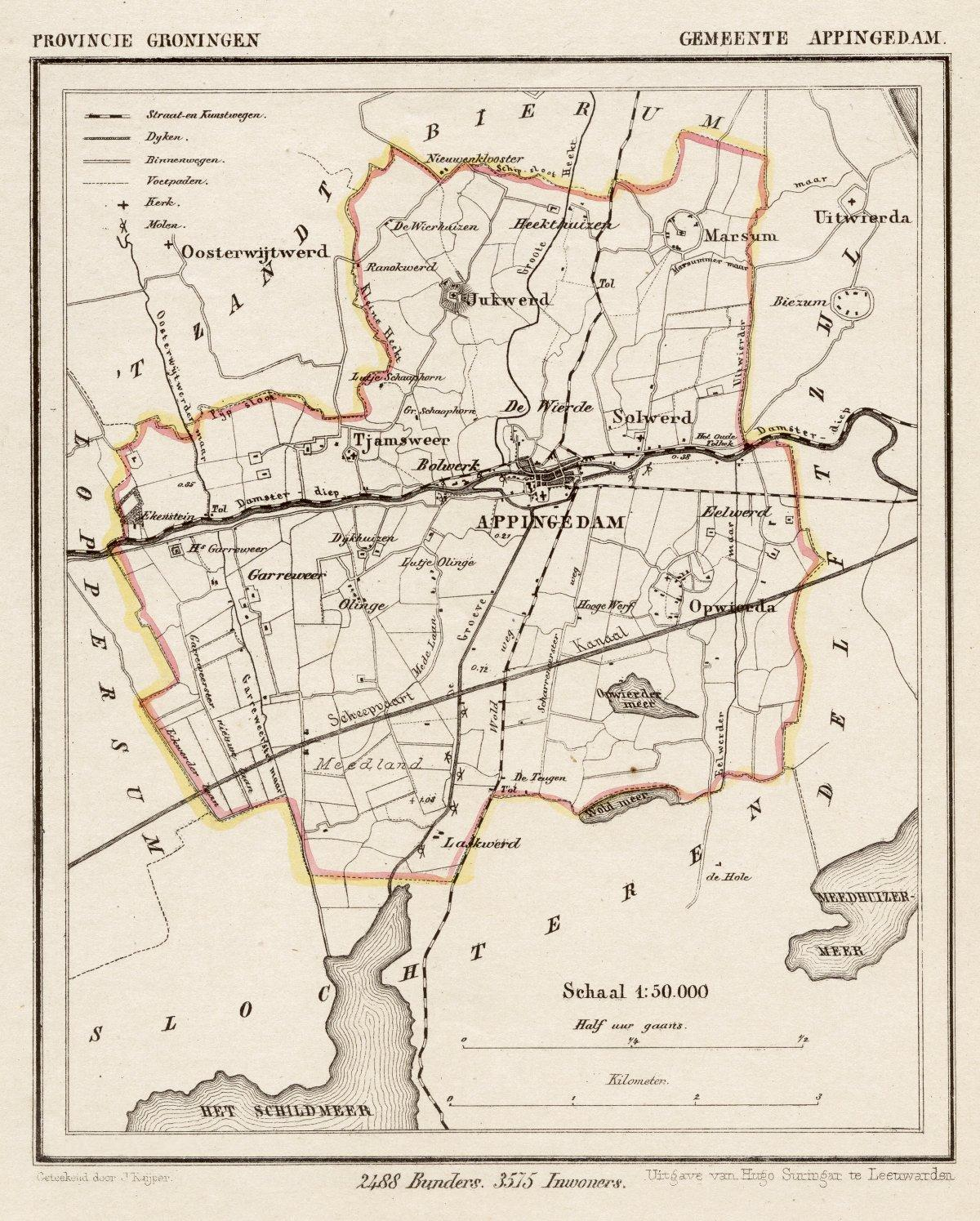
Op deze kaart van de gemeente Appingedam uit ca. 1865 wordt een aantal Groninger maren genoemd: het Marsummer Maar, het Uitwierder Maar, het Oosterwijtwerder Maar, het Eelwerder Maar en het Garreweerster Maar.

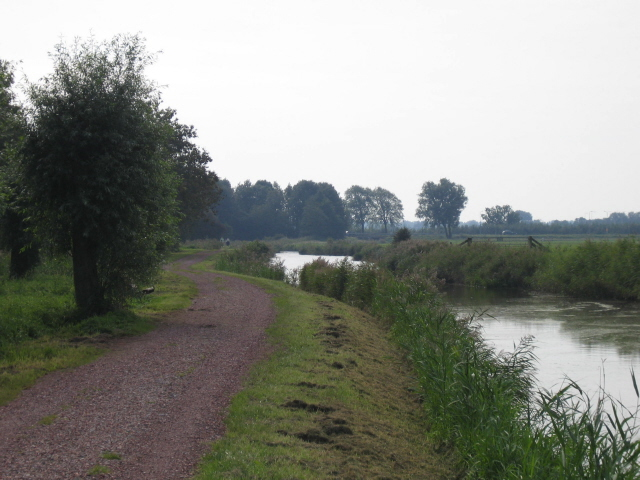
Het Uitwierdermaar

Een maar is een (voornamelijk) Groningse naam voor een waterloop. Maren zijn meestal smalle, ondiepe, onregelmatige, soms ook niet-natuurlijke stroompjes (slootjes) die al eeuwenlang door het landschap stromen. De naam is verwant aan meer in de betekenis watervlakte. In de negentiende eeuw meende men wel dat de naam 'grenssloot' betekende. Verwant is het Duitse woord Maar, dat 'drasland' betekent.
Maren komen het meest voor in de Groninger landstreken Hunsingo en Fivelingo, daarnaast in het Oldambt en in de Krummhörn. Het woord werd  in deze betekenis in de 13e en 14e eeuw ook gebruikt in Vlaanderen (mare) en Friesland (mar). Het woord zit verder verstopt in de waternamen Mare (bij Leiden) en Mere (bij Saint-Omer, 1056), alsmede in vele vroeg- en hoog-middeleeuwse plaatsnamen.

## Etymologie
Het woord maar, maer of mare is afgeleid van de Protogermaans *maru- 'natuurlijke waterloop in zeekleigebied'. In het Middelnederlands werd het woord vooral gebruikt voor 'afvoerkanaal, gracht, wetering'. De algemene betekenis is echter 'stilstaand water, plas, poel, meer, moeras'. Als zodanig is het woord nauw verwant met het woord meer ('watervlakte'). Zo komt het aan de Nederrijn (Duitsland) voor als maar ('drasland, meer'), in het Oudengels als mere, mœre ('poel, moeras') en het Oudfrans als mar ('meer').
Etymologen hebben wel gedacht dat het woord via het Gallo-Romaanse mara ('afvoerkanaal') uit het Latijnse mare ('zee') zou stammen, maar waarschijnlijker is dat de Oudfranse vormen weer aan het Oudfrankisch zijn ontleend. Ook de Zeeuwse riviernaam *Maro- ("super fluvio Maris", 794) zou de betekenis van 'waterloop' hebben. In het Protogermaans betekende het woord *mari- niet alleen ‘zee’ zoals in de andere Indo-Europese talen, maar ook ‘binnenzee, grote zoetwaterplas’. De Duitse naamkundige Jürgen Udolph rekent het woord tot de Proto-Indo-Europese vṛddhi-vormen, waarbij de oorspronkelijke betekenis *mari- ('zee') via ablaut is overgegaan op verwante termen als *mōra- ('moeras, veenmoeras'). In de Engelse Fenlands maakte men onderscheid tussen mere (stilstaand water), mare (drasland) en more (veenweiden).
De woorden meers ('grasland, beemd') en marsch ('weide aan het water, kleiland') hebben dezelfde wortel *mar-. Waar men aanvankelijk echter meende dat beide laatste vormen afkomstig zouden zijn van een Protogermaans *mar-isk-, wordt nu onderscheid gemaakt tussen de oudere vorm *marsi̯(a)- en het nieuwere *marisk-, dat aan het Middenlatijnse mariscus ontleend zou zijn.
Een afgeleide vorm is ook marne, merne (met de suffix -n), dat oorspronkelijk 'oeverland aan het water' zou betekenen. Rond de Elbemonding worden met de term maar of marren de zavelige gronden langs de rivieroever bedoeld. 

## Woordgeslacht
Volgens het Woordenboek der Nederlandsche Taal (WNT) kan het geslacht van de woord maar in deze betekenis zowel vrouwelijk zijn (de maar) als onzijdig (het maar). In Groningen en aan de Nederrijn spreekt men van "het maar". De taalkundige Friedrich Kluge veronderstelt daarom dat de onzijdige vorm aan het Latijn is ontleend.

## Verbreiding

### Friesland
De grieternij Opsterland wordt in 1313 aangeduid als Superhaudmar. Het 14e-eeuwse landschapszegel heeft als randschrift S(uper) Haudmare, dat is 'boven het Hoofdmaar' of 'boven de hoofdstroom (gelegen)'. Met Haudmare werd de Boorne bedoeld. In andere stukken komt het woord in verschillende samenstellingen voor, zoals hemmericmaer en thorpemar ('dorpsafwatering').

### Groningen
Alleen al in het waterschap Noorderzijlvest zijn meer dan honderd watergangen bekend met de kenmerkende (taalkundige) uitgang op -maar. De meeste van deze maren waren vermoedelijk bevaarbaar voor kleinere schepen. Niet alle namen zijn echter historisch; een handvol namen is eerst na recente ruilverkavelingen aan nieuw gegraven watergangen gegeven. Dat is vooral ten zuiden van Damsterdiep gebeurd (voorbeelden: Tappeweerstermaar, Bloemhofstermaar, Hoekmeerstermaar, Olingermaar, Teugenmaar).
Ook een andere wateren als Kromme Raken, Oude Ae, (Oude) Weer, Zijlriet, Delthe, Tjariet, Geweide, Ten Poster Ae, Wijmers, Grote en Kleine Heekt, Selwerderdiep, Oude Diepje, enkele brede tochten en gegraven kanalen, diepen of vaarten, dan wel kortere schipsloten worden doorgaans tot de maren gerekend.
Kleine wateren staan daarentegen bekend als tocht of sloot (het laatste met name in Duurswold). In Oost-Groningen spreekt men doorgaans van diep(je) tegenover watering, in Oost-Friesland van tief tegenover schloot.
Het waterschap Noorderzijlvest gebruikt de historische en historiserende namen in haar schouwregisters. Dat is niet het geval bij het waterschap Hunze en Aa's.

#### Lijst van maren in Groningen
De maren in de provincie Groningen zijn en waren:
- Abbemaar
- Andelstermaar
- Bafloërmaar
- Bierumermaar
- Bieskemaar
- Biessumermaar
- Benedenmaar
- Bloemhofstermaar
- Boerenmaar
- Bouwerschapstermaar
- Bovendijkstermaar
- Bovenmaar
- Brijmaar
- Broekstermaar
- Deelstermaar
- Buitenmaar, nu Kardinger Buitenmaar
- Bultstermaar
- Damstermaar of De Groeve
- Olde Damstermaar of Damstervaart
- Dijkshornermaar
- Eekwerdermaar
- Eekwerdermedermaar
- Eelwerdermaar
- Eenrumermaar
- Eenumermaar
- Enzelensermaar of Ewesmaar
- Enzelensermedermaar
- Eppenhuistermaar (Zandeweerstermaar)
- Euvelgunnermaar of Het Maar
- Fledderbosschermaar
- Gaarmaar
- Garmerwoldermaar of Oude Maar
- Garreweerstermaar
- Garsthuizermaar en Garsthuizer Opmaar
- Geefsweerstermaar of Opvaart
- Godlinzermaar
- Grootmaar of Zwaagmaar
- Haandijksmaar
- Hammaar
- Hamrikkermaar
- Harenermaar
- Hoholtsmaar of Moersloot
- Helwerdermaar
- Holwindermaar
- Helpermaar
- Hilmaar
- Hoekmeerstermaar
- Holemaar
- Hondshalstermaar
- Hoogepandstermaar
- Hooimaar
- Hornhuistermaar of Bakkevoorstertocht
- Kakomaar
- Huisbuurstermaar
- Hoykingemaar
- Huizingermaar
- Kaakheemstermaar
- Kardingermaar, Kardinger Buitenmaar, Kromme Kardingermaar en Dode Kardingermaar
- Katerhalstermaar
- Klievemaar
- Kloosterlagemaar of Oldekloosterlagemaar
- Kloostermaar (Garrelsweer)
- Kloostermaar (Oterdum)
- Koksmaar
- Krewerdermaar of Krewerderhoogemaar
- Kroddebuurstermaar
- Krommaar, nu Kromme Kardingermaar
- Langelandstermaar of Oude Maar
- Leegemaar
- Leermenster- of Zandtstermaar
- Leimaar
- Lellenstermaar
- Losdorpermaar
- Lustigemaar
- Lutjemaar, Noordbroekstermaar of Olde Maar
- Het Maar (Groningen)
- Het Maar (Woldendorp)
- Maar bij de Stadsweg (Delfzijl)
- Maarsloot, Moersloot of Lethe
- Maarvliet
- Marsumermaar
- Meedstermaar of Uithuizermeedstermaar
- Meentemaar
- Moeshornermaar
- Molenrijgstermaar of Kloosterbuurstermaar
- Nieuwe Maar (Woldendorp)
- Nonnegaatstermaar
- Noorddijkstermaar
- Olde Maar of Bolhamstersloot bij Appingedam
- Olingermaar
- Ortjesmaar of Oortjesmaar
- Ooster Monnikermaar
- Oosterwijtwerdermaar
- Oterdummermaar
- Oude Kantstermaar of Oud Kantenschetocht
- Oude Maar (Eppenhuizen) of Steenklipstocht
- Oude Maar (Ten Boer), Oude Boerstermaar of Garmerwoldermaar
- Oude Maar (Garsthuizen)
- Oude Maar (Krewerd)
- Oude Maar (Leegkerk) of Klief(t)diep
- Oude Maar (Stedum) of Westerwijtwerdermaar
- Oude Maar (Woldendorp)
- Oude Maar ('t Zandt) of Fivel
- Oudedijkstermaar
- Pieterbuurstermaar
- Poldermaar
- Potmaar
- Rasquerdermaar
- Roestenburgermaar (= Uikemaar)
- Rottumermaar
- Sauwerdermaar
- Schildmaar
- Schouwerzijlstermaar of Zijlvestermaar
- Selwerdermaar
- Sikkemaar
- Sint-Annermaar
- Sint-Nicolaasmaar
- Spijkstermaar
- Splitmaar
- Startenhuistermaar
- Stedumermaar
- Stitswerdermaar
- Swetmaar
- Tappeweerstermaar
- Temmaar en Oude Temmaar
- Ter Laanstermaar
- Teugenmaar
- Thesingermaar
- Tinallingermaar
- Tjuchumermaar (= Dijksloot)
- Toornwerdermaar
- Tuikwerdermaar
- Uilenestermaar
- Uitwierdermaar
- Usquerdermaar
- Vierbuurstermaar
- Vismaar
- Wagenborgermaar of Stinkvaartsmaar
- Warffumermaar
- Weiwerdermaar
- Westeremdermaar
- Westernielandstermaar
- Westerwijtwerdermaar of Oudemaar
- Wetsingermaar
- Wirdumermaar
- Woldmaar
- Woltersumermaar
- Zandtster- of Zijldijkstermaar
- Zeerijpstermaar of Lange Rak
- Zevenhuistermaar of Oude Maar

#### Afgeleide namen
Het woord 'maar' komt tevens voor in enkele middeleeuwse plaatsnamen, zoals Maarslag.
Het wordt daarnaast gebruikt in namen van straten, instellingen en bedrijven, bijvoorbeeld Maarhof (crematorium te Delfzijl), Maarlaan (Farmsum, Meedhuizen), Maarweg (Baflo, Uithuizen) en Maarwold (Haren). Er is een scholenstichting Marenland (Loppersum), een woningbouwcorporatie Marenland (Appingedam) en een camping Marenland (Winsum).

### Oost-Friesland
De maren in Oost-Friesland bevinden zich vrijwel uitsluitend in de Krummhörn, sporadisch ook in het Rheiderland en in Moormerland. Enkele maren (deels historisch) zijn:
- Alte Maar (Rysum)
- Alte Maar (Oldersum)
- Alte Maar (Südbrookmerland)
- Borßumer Maar
- Campenerer Maar
- Dieler Maar (Weener)
- Gastmer Maar (Weener)
- Groothuser Maar
- Groothuser Neue Maar
- Große Maar (Loquard)
- Hammermaar (Rysum)
- Hamswehrumer Maar, nu Hamswehrumer Tief
- Jarßumer Maar
- Kleine Maar (Loquard)
- Kurze Uphuser Maar
- Langemaar (Oldersum)
- Maar (Upgant-Schott)
- Maar-Tief (Arle)
- Neue Maar (Abbingwehr)
- Oldemaar (Hamswehrum)
- Oldemaar (Wybelsum)
- Oldemaar (Woquard)
- Pewsumer Maar